# Viễn thám

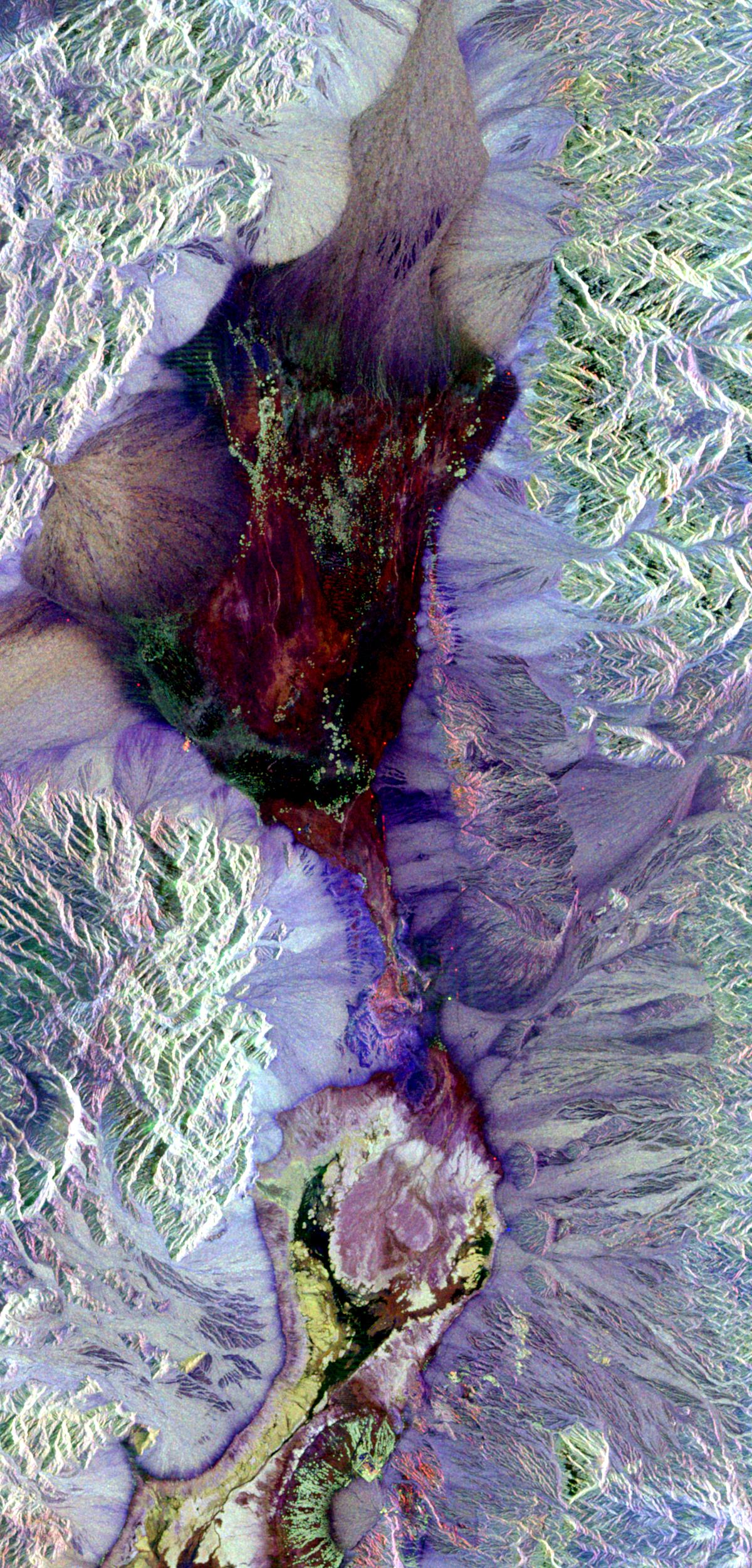
Ảnh Radar khẩu độ tổng hợp (SAR) vùng Death Valley được nhuộm màu bằng polarimetry.

Theo nghĩa rộng, viễn thám là môn khoa học nghiên cứu việc đo đạc, thu thập thông tin về một đối tượng, sự vật bằng cách sử dụng thiết bị đo qua tác động một cách gián tiếp (ví dụ như qua các bước sóng ánh sáng) với đối tượng nghiên cứu.
Viễn thám không chỉ tìm hiểu bề mặt của Trái Đất hay các hành tinh mà nó còn có thể thăm dò được cả trong các lớp sâu bên trong các hành tinh. Trên Trái Đất, người ta có thể sử dụng máy bay dân dụng, chuyên dụng hay các vệ tinh nhân tạo để thu phát các ảnh viễn thám. Viễn thám được sử dụng trong nhiều lĩnh vực bao gồm địa lý, khảo sát đất đai, và hầu hết các ngành khoa học Trái Đất (ví dụ thủy văn, sinh thái học, khí tượng học, hải dương học, glaciology, địa chất); nó cũng có các ứng dụng trong quân sự, tình báo, thương mại, kinh tế, kế hoạch và trong các ứng dụng nhân đạo.
Ở hiện tại, thuật ngữ "viễn thám" thường dùng để chỉ việc sử dụng các công nghệ cảm biến dựa trên vệ tinh hoặc máy bay để phát hiện và phân loại các vật thể trên Trái Đất. Nó bao gồm bề mặt Trái Đất, bầu khí quyển và  đại dương, dựa trên việc truyền  tính hiệu (ví dụ như bức xạ điện từ). Nó có thể được chia thành viễn thám "chủ động" (khi tín hiệu được phát ra từ vệ tinh hoặc máy bay tới vật thể và sự phản xạ của nó được cảm biến phát hiện) và viễn thám "thụ động" (khi cảm biến phát ra ánh sáng mặt trời)

## Tổng quan

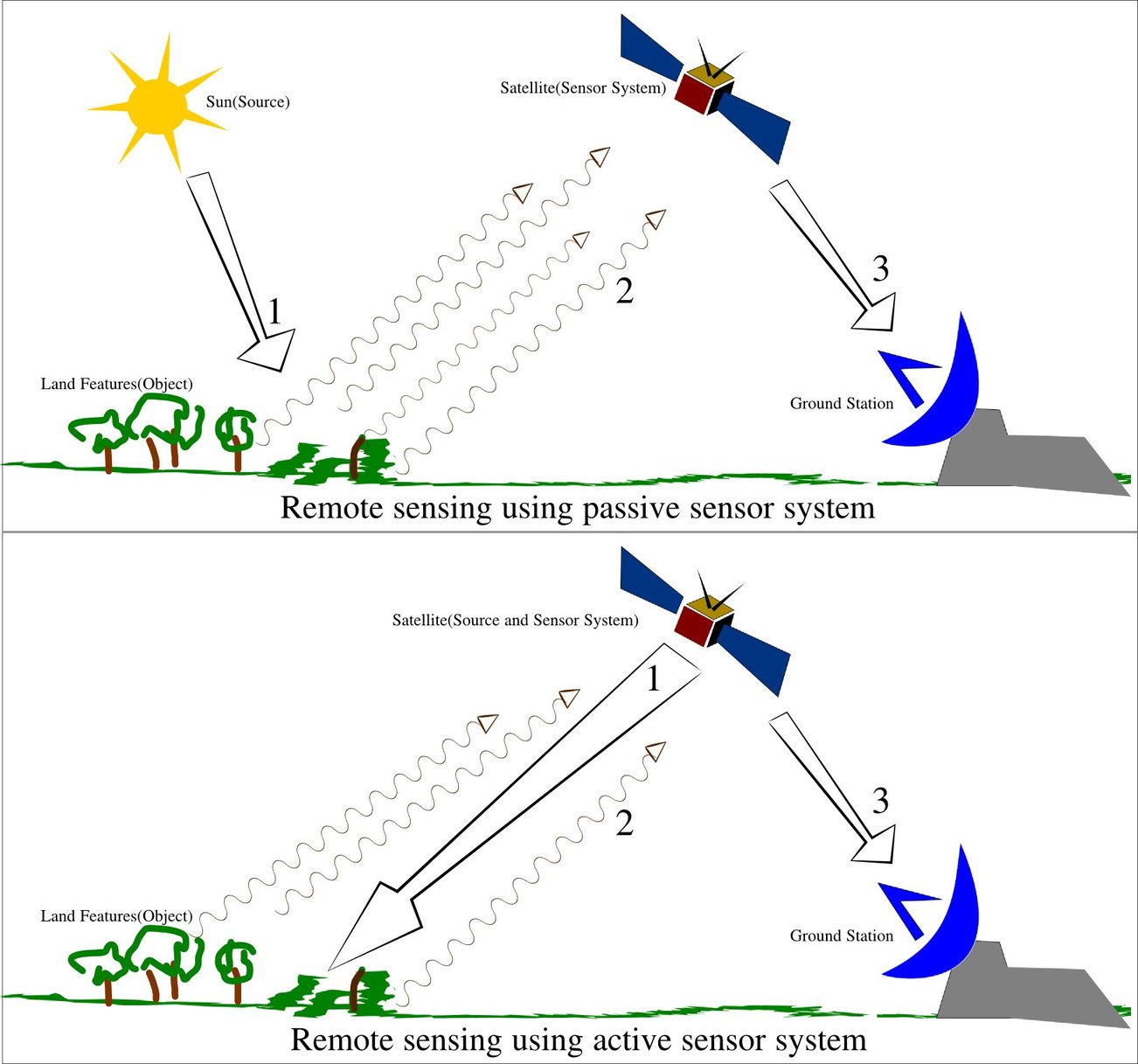
Ảnh minh họa vệ tinh áp dụng công nghệ viễn thám

Có hai loại viễn thám chính là viễn thám thụ động và viễn thám chủ động. Các cảm biến thụ động thu nhận các bức xạ tự nhiên được phát ra hoặc được phản xạ từ vật thể hoặc khu vực xung quanh. Phản xạ ánh sáng mặt trời là một nguồn phổ biến nhất mà các cảm biến thụ động thu nhận. Ví dụ, các cảm biến viễn thám thụ động như phim trong nhiếp ảnh. hồng ngoại, thiết bị tích hợp sạt và máy đo sóng radio. Thu nhận dữ liệu chủ động là ghi nhận các bước sóng điện từ do những nguồn chủ động phát ra, chúng đi đến đối tượng rồi phản xạ lại sau đó cảm biến thu nhận tín hiệu. RADAR và LiDAR là những ví dụ về cảm biến chủ động trong khi đó có thời gian trễ giữa lúc phát ra và thu nhận sóng điện từ trong quá trình đo đạc để xác định vị trí, vận tốc và phương hướng di chuyển của một đối tượng.
- Cảm biến viễn thám: Cảm biến là các thiết bị tạo ra ảnh về sự phân bố năng lượng phản xạ hay phát xạ của các vật thể từ mặt đất theo những phần nhất định của quang phổ điện từ.

Việc phân loại các cảm biến dựa theo dãi sóng thu nhận, chức năng hoạt động, cũng có thể phân loại theo kết cấu.
- Cảm biến chia ra là cảm biến chủ động và cảm biến bị động

Cảm biến bị động thu nhận bức xạ do vật thể phản xạ hoặc phát xạ từ nguồn phát tự nhiên là Mặt Trời. Cảm biến chủ động lại thu năng lượng do vật thể phản xạ từ một nguồn cung cấp nhân tạo.
Viễn thám giúp thu thập dữ liệu của các khu vực nguy hiểm hoặc không thể tiếp cận. Các ứng dụng viễn thám bao gồm giám sát nạn  phá rừng ở các khu vực như lưu vực sông Amazon, các đặc điểm của băng  ở Bắc Cực hay Nam Cực, và độ sâu âm thanh của các khu vực ven biển và đại dương. Trong thời kỳ chiến tranh lạnh, bộ quân sự đã sử dụng công nghệ viễn thám để thu thập dữ liệu về các khu vực biên giới nguy hiểm. Viễn thám còn thay thế cho việc thu thập dữ liệu tốn kém và chậm trễ trên mặt đất đồng thời không làm ảnh hưởng đến các đối tượng cần thu thập dữ liệu
Đồng thời viễn thám cũng là nền tảng cho việc thu thập và truyền dữ liệu trên quỹ đạo Trái Đất của phổ điện từ, kết hợp với cảm biến và phân tích trên không hoặc trên mặt đất quy mô lớn, cung cấp cho các nhà nghiên cứu đủ thông tin để theo dõi các xu hướng như El Niño và các hiện tượng dài hạn tự nhiên khác. Các ứng dụng khác bao gồm các lĩnh vực khác nhau của khoa học Trái Đất như việc quản lý tài nguyên thiên nhiên, các lĩnh vực nông nghiệp như sử dụng và bảo tồn đất đai, hay vấn đề về an ninh quốc gia như thu thập dữ liệu trên mặt đất trên cao hoặc các khu vực biên giới.

## Các loại kỹ thuật thu thập dữ liệu áp dụng công nghệ viễn thám
Là cơ sở cho việc thu thập và phân tích đa phổ là các khu vực cần kiểm tra hoặc các đối tượng có khả năng phản xạ hoặc phát ra bức xạ nổi bật so với các khu vực xung quanh. Để biết tóm tắt về các hệ thống vệ tinh viễn thám hãy xem bảng tổng quan.

### Các loại ra đa
- Một số loại ra đa thông dụng được liên kết với hệ thống kiểm soát giao thông trên không để cảnh báo trước về tình hình thời tiết với quy mô giới hạn. Ra đa Doppler được dùng bởi các bộ phận và tổ chúc có thẩm quyền ở địa phương để theo dõi các hiện tượng khí tượng quy mô lớn như tốc độ gió, hướng gió, mật độ mưa của một địa điểm. Một số ứng dụng khác của ra đa plasmas trong tầng điện. Ra đa khẩu độ được sử dụng để dựng các mô hình độ cao kỹ thuật số với địa hình quy mô lớn (ví dụ như RADARSAT, TerraSAR-X, Magellan).
- Laser và ra đa độ cao trên các vệ tinh cung cấp dữ liệu về Trái Đất và đại dương. Thông qua việc đo độ phồng của nước được gây ra bởi trọng lực, chiều cao và bước sóng của sóng biển, để thể hiện các đặc điểm dưới đáy biển đến độ phân giải khoảng một dặm.
- Ra đa dùng sóng siêu âm (âm thanh) và ra đa thủy triểu để đo mực nước biển, thủy triều và hướng sóng trong các thiết bị đo thủy triều ven biển và ngoài khơi.
- Lidar được biết đến trong các ứng dụng trong lĩnh vực quân sự như laser dẫn đường trong các loại vũ khí. Ngoài ra Lidar còn được sử dụng để phát hiện và đo nồng độ các loại hóa chất khác nhau trong khí quyển, đồng thời Lidar còn có thể được sử dụng để đo độ cao của các vật thể trên mặt đất chính xác hơn so với công nghệ radar. Viễn thám thực vật cũng là một ứng dụng chính của Lidar.
- Máy đo phóng xạ (Radiometer) và quang kế(photometers) là dụng cụ phổ biến nhất được sử dụng để thu thập bức xạ phản xạ và phát ra trong một dải tần số rộng. Phổ biến nhất là cảm biến hồng ngoại, lò vi sóng, tia gamma và tia cực tím. Chúng cũng có thể được sử dụng để phát hiện phổ phát xạ của các hóa chất khác nhau, cung cấp dữ liệu về nồng độ hóa học trong khí quyển. Máy đo phóng xạ thường được sử dụng vào ban đêm, vì ánh sáng nhân tạo và bức xạ thường được tạo ra do các hoạt động của con người vào ban đêm.[11] Được ứng dụng trong việc viễn thám về vấn đề kiểm soát dân số, GDP và các thiệt hại của cơ sở hạ tầng từ chiến tranh hoặc thảm họa.
- Hình ảnh quang phổ cũng là một trong những ứng dụng hữu ít trong việc theo dõi và thu thập dữ liệu của các nhà nghiên cứu của quân đội Hoa Kỳ. Họ xác định rằng các vật phẩm nhân tạo có chữ ký phân cực không được tìm thấy trong các vật thể tự nhiên. Những kết luận này được rút ra từ việc quan sát các hình ảnh quang phổ của xe tải quân sự như Humvee với các bộ lọc quang phổ như  hyperspectral và spectropolarimetric VNIR Spectropolarimetric Imager.[12][13]
- Các phép chiếu lập thể của ảnh chụp trên không thường được sử dụng để vẽ bản đồ địa hình và phân tích địa hình trong việc vận chuyển hàng hóa cũng như xây dựng các bộ phận đường cao tốc cho các tuyến đường tiềm năng, ngoài ra còn có thể mô phỏng các đặc điểm của địa hình trên đất liền.[14][15][16]

### Trắc địa
- Trắc địa viễn thám có thể mô phỏng trọng lực hoặc hình thể của khu vực hay mục tiêu xác định. Công nghệ này được ứng dụng lần đầu trong việc phát hiện tàu ngầm. Ngoài ra công nghệ trắc địa viễn thám còn có thế phát hiện ra sự nhiễu loạn của từ trường hấp dẫn của Trái Đất, được sử dụng để xác định những thay đổi trong phân bố khối lượng của Trái Đất, hỗ trợ cho các nghiên cứu địa vật lý, như dự án GRACE.[17]

### Âm thanh
- Sóng âm: sóng âm thụ động được áp dụng để lắng nghe âm thanh được tạo ra bởi một vật thể khác (một con tàu, cá voi, v. v.), sóng âm chủ động, phát ra các loại xung âm thanh và thu lại âm thanh phản xạ, được dùng để phát hiện, dò tìm và đo đạc các vật thể dưới nước và các loại địa hình.
- Đồ thị địa chấn được chụp tại các địa điểm khác nhau để xác định vị trí và đo động đất (sau khi chúng xảy ra) bằng cách so sánh cường độ tương đối và thời gian chính xác.
- Siêu âm: Các cảm biến siêu âm, phát ra xung tần số cao và thu nhận âm thanh phản xạ, được sử dụng để phát hiện sóng nước và mực nước, áp dụng trong các đồng hồ đo thủy triều hoặc cho các bể kéo.

Đồng thời để thực hiện một loạt các quan sát quy mô lớn, hầu hết các hệ thống cảm biến phụ thuộc vào các yếu tố sau: vị trí nền tảng và hướng của cảm biến. Các công cụ cao cấp hiện nay thường sử dụng thông tin vị trí từ hệ thống định vị toàn cầu.

## Các dữ liệu đặc trưng được sử dụng trong viễn thám
The quality of remote sensing data consists of its spatial, spectral, radiometric and temporal resolutions.
Độ phân giải không gian (Spatial resolution) hay độ phân giải ảnh của vệ tinh
Một điểm ảnh của vệ tinh có thể tương ứng từ 1 đến 1.000 mét (3,3 đến 3.280,8 ft) tương ứng với một đơn vị chia mẫu trên mặt đất.
Độ phân giải phổ (Spectral resolution)
Bước sóng của các dải tần số khác nhau được ghi lại - thông thường, điều này có liên quan đến số lượng dải tần được ghi lại. Trong chương trình Landsat hiện tại là bảy dải, bao gồm một số dải phổ hồng ngoại, từ độ phân giải phổ từ 0,7 đến 2,1 m. Cảm biến Hyperion trên vệ tinh Earth Observing-1 có độ phân giải là 220 dải từ 0,4 đến 2,5 μm, với độ phân giải phổ từ 0,10 đến 0,11 μm mỗi băng tần.
Độ phân giải phóng xạ (Radiometric resolution)
Số lượng cường độ khác nhau của bức xạ mà cảm biến có thể phân biệt. Thông thường, phạm vi này dao động từ 8 đến 14 bit, tương ứng với 256 cấp độ của thang màu xám và lên đến 16.384 cường độ hoặc "sắc thái" của màu, trong mỗi dải.
Độ phân giải thời gian (Temporal resolution)
Tần suất bay qua của vệ tinh hay máy bay, và chỉ áp dụng trong các nghiên cứu liên quan đến chuỗi thời gian hay những thứ có sự thay đổi hình ảnh.

## Cách xử lý dữ liệu trong kỹ thuật viễn thám
Để tạo ra các bản đồ dựa trên cảm biến, hầu hết các hệ thống viễn thám đều phải nhận dữ liệu từ cảm biến bên ngoài liên quan đến các điểm tham chiếu (bao gồm khoảng cách giữa các điểm đã biết trên mặt đất), điều này còn phụ thuộc vào loại cảm biến được sử dụng. Ví dụ, trong các bức ảnh thông thường, khoảng cách là chính xác ở trung tâm của hình ảnh với sự biến dạng của các phép đo tăng xa hơn bạn đầu nhận được từ điểm trung tâm.

### Các cấp độ xử lý dữ liệu
Để thuận tiện cho việc sử dụng và xử lý dữ liệu trong thực tế, một số "cấp độ" xử lý lần đầu tiên được NASA xác định vào năm 1986, và được xem như là một phần của hệ thống quan sát Trái Đất. Những cấp độ này được áp dụng kể từ đó, kể cả trong nội bộ NASA () và những nơi khác ()
| Cấp | Mức độ xử lý |
| --- | --- |
| 0   | Dữ liệu đã được xử lý nhưng chưa đạt được độ phân giải đầy đủ |
| 1a  | Dữ liệu đã được xử lý, chưa đạt được độ phân giải đầy đủ, được tham chiếu theo thời gian và được chú thích bằng thông tin phụ trợ, bao gồm các hệ số hiệu chuẩn của phóng xạ và hình học và các tham số hội thảo địa lý (ví dụ, phù du nền tảng) được tính toán và gắn vào nhưng không được áp dụng cho dữ liệu Cấp 0 (hoặc nếu được áp dụng, theo cách mà mức 0 có thể phục hồi hoàn toàn từ dữ liệu cấp 1a). |
| 1b  | Dữ liệu cấp 1a đã được xử lý cho các đơn vị cảm biến (ví dụ: mặt cắt ngang của radar, nhiệt độ sáng, v.v.); không phải tất cả các công cụ đều có dữ liệu cấp 1b; dữ liệu cấp 0 không thể phục hồi được từ dữ liệu cấp 1b. |
| 2   | Các nhân tố địa vật lý (ví dụ: chiều cao sóng biển, độ ẩm đất, nồng độ băng) ở cùng độ phân giải như dữ liệu nguồn cấp 1. |
| 3   | Các hình ảnh trên các thang lưới không thời gian thống nhất, thường có một số tính hoàn chỉnh và nhất quán (ví dụ: các điểm bị thiếu được nội suy, các vùng hoàn chỉnh được ghép lại với nhau từ nhiều quỹ đạo, v.v.). |
| 4   | Hiệu ứng mô hình hoặc kết quả từ các phân tích dữ liệu cấp thấp (v. d. các biến số không được đo bằng các công cụ, mà thay vào đó được lấy ra từ sự đo lường khác). |

## Phân loại ảnh trong viễn thám
- Ảnh quang học: là loại ảnh được tạo ra bởi việc thu nhận các bước sóng ánh sáng nhìn thấy (bước sóng 0.4-0.76 micromet).
- Ảnh hồng ngoại: là loại ảnh được tạo ra bởi việc thu nhận các bước sóng hồng ngoại phát ra từ vật thể (bước sóng 8-14 micromet).
- Ảnh radar: là loại ảnh được tạo ra bởi việc thu nhận các bước sóng trong dãi sóng siêu cao tần (bước sóng lớn hơn 2 cm).
- Ảnh thu được bằng sóng địa chấn cũng là một loại ảnh viễn thám.

Ảnh viễn thám có thể được lưu theo các kênh ảnh đơn (trắng đen) ở dạng số trong máy tính hoặc các kênh ảnh được tổ hợp (ảnh màu) hoặc có thể in ra giấy, tùy theo mục đích người sử dụng.

## Phạm vi ứng dụng của ảnh viễn thám
- Khí tượng: dùng để dự báo thời tiết, dự báo thiên tai liên quan đến biến đổi nhiệt độ bề mặt đất, mây...
- Bản đồ: là công cụ đắc lực phục vụ cho ngành bản đồ, thành lập các loại bản đồ địa hình và bản đồ chuyên đề ở nhiều tỉ lệ khác nhau.
- Nông-Lâm nghiệp: theo dõi mức độ biến đổi thảm phủ thực vật, độ che phủ rừng...
- Địa chất: Theo dõi tốc độ sa mạc hoá, tốc độ xâm thực bờ biển, phân tích những cấu trúc địa chất trên mặt cũng như bên trong lòng đất (vỏ Trái Đất)...
- Môi trường: Giám sát biến động ô nhiễm, rò rỉ dầu trên mặt (thông qua chỉ thị thực vật), nghiên cứu quản lý biến động đô thị hóa, nghiên cứu hiện tượng đảo nhiệt đô thị (urban heat island)...